# Neglasari (Cibeber)
Neglasari is een bestuurslaag in het regentschap Lebak van de provincie Banten, Indonesië. Neglasari telt 3704 inwoners (volkstelling 2010).